# Krista Kosonen
Krista Erika Kosonen, född 28 maj 1983 i Esbo, är en finländsk skådespelare. Kosonen har under 2000-talet blivit populär och hon har medverkat i filmerna Jadekrigare (2006), Vargens år, (2007) och Utrensning (2012) och i tv-serierna Suojelijat (2007) och Uutishuone (Nyhetsredaktionen; 2009).
År 2009 slutförde Kosonen magisterexamen i scenkonst vid Teaterhögskolan i Helsingfors.
Kosonen vann Jussi-priset 2016 för bästa kvinnliga huvudroll i filmen Kätilö.

## Filmografi
Filmografi i urval.

### Filmer
| År   | Titel                  | Roll                  |
| ---- | ---------------------- | --------------------- |
| 2006 | Jadekrigare            | Ronja                 |
| 2007 | Vargens år             | Sari Karaslahti       |
| 2010 | Prinsessan             | Christina von Heyroth |
| 2011 | Det djupt dolda        | Julia                 |
| 2012 | Utrensning             | Ingel                 |
| 2013 | För kärleks skull      | Ansa                  |
| 2014 | Big Significant Things | Ella                  |
| 2016 | Kätilö                 | Helena Alatalo        |
| 2017 | Miami                  | Angela                |
| 2017 | Blade Runner 2049      | Doxie #2              |
| 2020 | Tove                   | Vivica Bandler        |

### TV-serier
| År        | Titel             | Roll                  |
| --------- | ----------------- | --------------------- |
| 2007      | Suojelijat        | Merituuli             |
| 2009      | Uutishuone        | Raija                 |
| 2010–2014 | Putous            | Flera roller          |
| 2018      | Bullets           | Mari Saari            |
| 2019–2021 | Beforeigners      | Alfhildr Enginsdóttir |
| 2023      | The Swarm         | Tina Lund             |
| 2024      | Ronja Rövardotter | Lovis                 |
| 2024      | Doktrinen         | Sara                  |

Källa.